# Altanchujagijn Mörön
Altanchujagijn Mörön (ur. 21 września 1989) – mongolski piłkarz występujący na pozycji napastnika, ośmiokrotny reprezentant Mongolii, grający w reprezentacji od 2007 roku.

## Kariera reprezentacyjna
Altanchujagijn Mörön gra w reprezentacji od 2007 roku; rozegrał w reprezentacji 8 oficjalnych spotkań. Swojego jedynego gola w reprezentacji strzelił w 2009 roku w meczu przeciwko reprezentacji Makau, który to Mongolia wygrała 3-1.